# Firmicus dewitzi
Firmicus dewitzi es una especie de araña cangrejo del género Firmicus, familia Thomisidae.

## Distribución
Esta especie se encuentra en Egipto, Israel e Irán.